# The Offspring (álbum)
The Offspring es el álbum debut de la banda estadounidense de punk rock The Offspring, lanzado el 15 de junio de 1989 a través de la compañía discográfica "Nemesis Records". Después de 6 años de suspender la publicación del mismo, el álbum fue regrabado por Nitro Records y por Epitaph Records en 1995, con una portada diferente. Las reediciones de ambas compañías discográficas son prácticamente idénticas. Gracias al moderado éxito del álbum, la banda firmó un contrato de grabación con Epitaph Records en 1991.
Fueron extraídos dos singles promocionales de este álbum, "Blackball" y "I'll Be Waiting", lanzados en un disco de vinilo de 7" con dos caras, una para cada tema. Fueron distribuidos por un sello discográfico ficticio creado por la banda, llamado "Black Label Records".

## Historia
Después de grabar una cinta demo en 1988, The Offspring comenzó los preparativos para su primer álbum de larga duración. Ellos lo grabaron en marzo de 1989 en South Coast Recording, Santa Ana, California, bajo la producción de Thom Wilson. Durante las sesiones, la banda volvió a grabar dos de sus antiguas canciones, "I'll Be Waiting" y "Blackball", que originalmente fueron lanzadas como sencillos de la banda en 1986 con el mismo título.
El álbum fue lanzado el 15 de junio de 1989 en un número limitado por la compañía discográfica "Nemesis Records", y sólo en discos de vinilo de 12" y en casetes. Cuando fue lanzado, el álbum inicialmente vendió 5.000 ejemplares, llevándole a la banda dos años y medio para poder vender todos los ejemplares. Una de las copias fue destruida por Wally George en su programa Wally George Show en el año 1989, lo que dejaba sólo 4.999 copias restantes. Algunos ejemplares también tienen el logo de "Cargo Records" al lado del logo de "Nemesis Records" en la contraportada. Para apoyar el álbum, The Offspring se embarcó en una gira nacional de seis semanas, pero Noodles fue apuñalado durante su concierto antinuclear en Hollywood. Gracias al moderado éxito de The Offspring, la banda firmó con Epitaph Records en 1991.
Con el fin de cumplir con las obligaciones de contrato con Epitaph Records, el álbum fue reeditado en CD (Aunque también en vinilo y casete) en 1995, después de que The Offspring había saltado a la fama con su álbum Smash. Esta versión es casi idéntica a la publicada por "Nemesis Records". Cuenta con una portada diferente, en lugar de la polémica portada del "alien guitarrista", diseñada por el fallecido Marc Rude. Seis años después, el álbum fue reeditado de nuevo por Nitro Records. Los ejemplares del álbum lanzados después del 26 de junio de 2001 (16 de julio en el Reino Unido) no incorporan el último tema del disco, "Kill the President". De acuerdo con el vocalista de la banda, Dexter Holland, la canción fue removida para evitar presiones legales que recaían sobre la banda y sobre Nitro Records.

## Historia de lanzamiento
The Offspring fue regrabado varias veces, con diferentes formatos en diferentes países, y con diferentes sellos discográficos (Consultar la siguiente tabla).
| Región         | Fecha                   | Discográfica    | Formato                   | Notas |
| -------------- | ----------------------- | --------------- | ------------------------- | --- |
| Estados Unidos | 15 de junio de 1989     | Nemesis Records | Vinilo de 12"             | Primera publicación. Edición original del álbum en disco de vinilo, con la portada original.                   |
| Europa         | 18 de noviembre de 1995 | Epitaph Records | CD, Vinilo de 12", Casete | Primera publicación en CD; cuenta con una portada alternativa.                                                 |
| Estados Unidos | 21 de noviembre de 1995 | Nitro Records   | CD, Vinilo de 12", Casete | Primera publicación en CD y Casete; cuenta con una portada alternativa.                                        |
| Polonia        | 1996                    | Audio Max       | Casete                    | Rara pieza de colección, publicada sin el consentimiento de The Offspring, cuenta con una portada alternativa. |
| Estados Unidos | 26 de junio de 2001     | Nitro Records   | CD                        | No cuentan con la última canción "Kill the President", cuenta con la misma portada de la reedición en 1995.    |
| Reino Unido    | 16 de julio de 2001     | Nitro Records   | CD                        | No cuentan con la última canción "Kill the President", cuenta con la misma portada de la reedición en 1995.    |

## Portadas
Existen dos portadas de este álbum. La versión original provocó controversias debido a su ilustración. Esta versión contenía una especie de xenoforme de la serie Alien estallando del vientre de un hombre mientras sostiene una guitarra Fender Stratocaster. Esta portada del álbum fue censurada en varios países.
En la reedición de 1995, Nitro Records cambió esa portada por una diferente, en la que aparece una imagen difusa y oscura, en la que se distingue un extraterrestre. Las sombras en la contraportada de la reedición de 1995 también aparecen en la portada del sencillo I'll Be Waiting/Blackball.

## Lista de canciones

### Edición en CD
Todas las canciones fueron escritas y compuestas por Dexter Holland, excepto las que se indiquen.
| N.º                   | Título                      | Notas                      | Duración |  |
| 1.                    | «Jennifer Lost the War»     |                            | 2:35     |  |
| 2.                    | «Elders»                    |                            | 2:11     |  |
| 3.                    | «Out on Patrol»             |                            | 2:32     |  |
| 4.                    | «Crossroads»                |                            | 2:48     |  |
| 5.                    | «Demons (A Mexican Fiesta)» |                            | 3:10     |  |
| 6.                    | «Beheaded»                  | Coescrita por James Lilja. | 2:52     |  |
| 7.                    | «Tehran»                    |                            | 3:06     |  |
| 8.                    | «A Thousand Days»           |                            | 2:11     |  |
| 9.                    | «Blackball»                 |                            | 3:24     |  |
| 10.                   | «I'll Be Waiting»           |                            | 3:12     |  |
| 11.                   | «Kill the President»        | Removida en 2001.          | 3:22     |  |
| Duración total: 31:23 |                             |                            |          |  |

- La canción número 11 fue eliminada de las ediciones del álbum después de junio de 2001. En el sitio web oficial de The Offspring, "Kill the President" no se menciona en la lista de canciones.

### Edición original en vinilo

#### Lado 1
Todas las canciones fueron escritas y compuestas por The Offspring, excepto las que se indiquen.
| N.º | Título                      | Notas                      | Duración |  |
| 1.  | «Jennifer Lost the War»     |                            | 2:35     |  |
| 2.  | «Elders»                    |                            | 2:11     |  |
| 3.  | «Out on Patrol»             |                            | 2:32     |  |
| 4.  | «Crossroads»                |                            | 2:48     |  |
| 5.  | «Demons (A Mexican Fiesta)» |                            | 3:10     |  |
| 6.  | «Beheaded»                  | Coescrita por James Lilja. | 2:52     |  |

#### Lado 2
| N.º                   | Título               | Notas             | Duración |  |
| 7.                    | «Tehran»             |                   | 3:06     |  |
| 8.                    | «A Thousand Days»    |                   | 2:11     |  |
| 9.                    | «Blackball»          |                   | 3:24     |  |
| 10.                   | «I'll Be Waiting»    |                   | 3:12     |  |
| 11.                   | «Kill the President» | Removida en 2001. | 3:22     |  |
| Duración total: 31:23 |                      |                   |          |  |

- La canción número 11 fue eliminada de las ediciones del álbum después de junio de 2001. En el sitio web oficial de The Offspring, "Kill the President" no se menciona en la lista de canciones.

## Posiciones en las listas

### Álbum
| Listas (1989–1996)       | Posición |
| ------------------------ | -------- |
| Australia (ARIA)         | 84       |
| Netherlands Albums Chart | N.º 85   |

### Certificaciones y ventas
| País | Certificación | Ventas   |
| --- | ------------- | -------- |
| Australia (ARIA)6 | —             | 12 000^  |
| Canadá7 | —             | 6000^    |
| Estados Unidos8 | —             | 100 000^ |
| Resumen |               |          |
| A nivel mundial |               | 500 000  |
| *las cifras de ventas sobre la base de la certificación por sí sola ^cifras de envíos sobre la base de la certificación por sí sola xcifras no especificadas sobre base de la certificación por sí sola |               |          |

## En la cultura popular
- La canción número 1, "Jennifer Lost the War", aparece en Punk-O-Rama Volumen 1.[6]
- La canción número 2, "Elders", aparece en la película Pauly Shore is Dead.[7]
- La canción número 6, "Beheaded", fue posteriormente regrabada como "Beheaded 1999" para la película El diablo metió la mano.[8]
- La canción número 7, "Tehran", fue posteriormente regrabada como "Baghdad", que aparece en el EP Baghdad, lanzado en 1991.[9]
- La canción número 9, "Blackball", aparece en Tony Hawk's Pro Skater 4.[10]

## Créditos
- Dexter Holland (Mencionado como "Keith Holland" en el Vinilo lanzado en 1989, recién mencionado como "Dexter Holland" en la versión CD) - Vocalista, guitarra rítmica
- Noodles - Guitarra, coros en "Blackball"
- Greg K. - Bajo, coros en "Blackball"
- Ron Welty - Batería

La canción "Beheaded" fue escrita por The Offspring y James Lilja.